# Élection gouvernorale de 2022 dans l'État de Bahia
L'Élection gouvernorale de 2022 dans l'État de Bahia a lieu le 2 octobre 2022 au Brésil, afin d'élire le gouverneur de l'État pour un mandat de 4 ans. Cette élection a lieu en même temps que l'élection présidentielle et parlementaires. 
Le gouverneur sortant, Rui Costa (PT), réélu en 2018, ne pouvait pas se présenter pour un troisième mandat, en raison de la loi électorale.
Pour la deuxième fois dans l'histoire, Bahia a élu son gouverneur au deuxième tour, dans un conflit entre ACM Neto (UNIÃO) et Jerônimo (PT). La première décision au second tour pour une élection d'État à Bahia a eu lieu lors des élections de 1994, entre Paulo Souto (PFL) et João Durval Carneiro (PMN). Jerônimo a été élu au second tour, avec 52,79 % des suffrages valables.

## Contexte
Lors de l'élection de 2022, le gouverneur Rui Costa (PT), ne pouvait pas se présenter pour un troisième mandat, en raison de la loi électorale. 
À l'issue de son mandat, le gouverneur de gauche bénéficie d'une approbation (48%) de son action dans l'État de Bahia. Rui Costa a honoré près de 63 de ses 144 promesses données lors de la campagne de 2018. Son action s'est notamment concentrée sur l'Éducation, la culture et le renforcement des droits humains.

## Candidats
Les conventions des différents partis ont débuté le 20 juillet et ont duré jusqu'au 5 août. Les partis politiques avaient jusqu’au 15 août 2022 pour inscrire et définir formellement leurs candidats. Les personnalités politiques suivantes ont confirmé leurs candidatures et coalitions.
| Candidat et parti politique                        | Candidat et parti politique | Candidat et parti politique | Fonction politique antérieure      | Colistier                 | Coalition                                                                                   |
| -------------------------------------------------- | --------------------------- | --------------------------- | ---------------------------------- | ------------------------- | ------------------------------------------------------------------------------------------- |
| Antônio Carlos Magalhães Neto Union Brésil (UNIÃO) |                             |                             | Maire de Salvador                  | Ana Coelho (Républicains) | Pour changer Bahia (UNIÃO, REP, PP, PSDB-CIDADANIA, PSC, PTB, PDT, PODE, PRTB, SD, PMN, DC) |
| Jerônimo Rodrigues Parti des travailleurs (PT)     |                             |                             | Secrétariat à l'Éducation de Bahia | Geraldo Júnior (MDB)      | Pour Bahia, pour le Brésil (Brésil de l'espoir (PT - PCdoB - PV), PSD, MDB, Avante)         |
| João Roma Parti liberal (PL)                       |                             |                             | Député fédéral de Bahia            | Leonídia Umbelin (PMB)    | Bahia main dans la main avec le Brésil (PL, PMB, PATRIOTA, Agir, PROS) #FFEE57\|PSOL-REDE   |

## Résultats
| Candidat                 | Candidat                      | Colistier                 | Parti                    | Premier tour | Premier tour | Second tour | Second tour |
| Candidat                 | Candidat                      | Colistier                 | Parti                    | Voix         | %            | Voix        | %           |
| ------------------------ | ----------------------------- | ------------------------- | ------------------------ | ------------ | ------------ | ----------- | ----------- |
|                          | Jerônimo Rodrigues            | Geraldo Júnior (MDB)      | PT                       | 4 019 830    | 49,45        | 4 480 464   | 52,79       |
|                          | Antônio Carlos Magalhães Neto | Ana Coelho (Républicains) | UNIÃO                    | 3 316 711    | 40,80        | 4 007 023   | 47,21       |
|                          | João Roma                     | Leonídia Umbelin (PMB)    | PL                       | 738 311      | 9,08         |             |             |
|                          | Kleber Rosa                   | Ronaldo Mansur            | PSOL                     | 48 239       | 0,59         |             |             |
|                          | Giovani Damico                | João Coimbra              | PCB                      | 5 951        | 0,07         |             |             |
|                          | Marcelo Millet                | Roque Vieira Jr.          | PCO                      | 826          | 0,01         |             |             |
|                          |                               |                           |                          |              |              |             |             |
| Votes valides            | Votes valides                 | Votes valides             | Votes valides            | 8 129 868    | 91,69        | 8 454 843   | 94,24       |
| Votes blancs             | Votes blancs                  | Votes blancs              | Votes blancs             | 236 750      | 2,67         | 121 221     | 1,35        |
| Votes nuls               | Votes nuls                    | Votes nuls                | Votes nuls               | 499 841      | 5,64         | 395,664     | 4,41        |
| Total                    | Total                         | Total                     | Total                    | 8 866 459    | 100          | 8 971 728   | 100         |
| Abstention               | Abstention                    | Abstention                | Abstention               | 2 408 472    | 21,36        | 2 311 271   | 20,48       |
| Inscrits / participation | Inscrits / participation      | Inscrits / participation  | Inscrits / participation | 11 291 528   | 78,64        | 11 291 528  | 79,52       |